# نیها دوپیا
نیها دوپیا (انگلیسی: Neha Dhupia؛ زادهٔ ۲۷ اوت ۱۹۸۰) ملکهٔ زیبایی و هنرپیشه اهل کشور هند است.
از فیلم‌هایی که وی در آن نقش داشته‌است می‌توان به ماکسیمم اشاره کرد.

## فیلم‌شناسی
فهرست برخی از فیلم‌هایی که نیها دوپیا در آنها به ایفای نقش پرداخته‌است:
- ماکسیمم
- آنگلی
- ادویه تند
- سینگ شاه است
- تکرار زندگی
- ضربه چپ و راست
- راش
- قیامت
- خون
- ده بالاتر از نه
- مدرسه هندی
- چقدر باحال هستیم
- چشم سوم
- سولوی تو
- هلیکوپتر ایلا
- تقریباً مجرد
- باشگاه مبارزه-فقط اعضا
- الهه
- داستان شهوت
- پاراما ویرا چاکرا
- داسویدانیا
- دوست عزیز هیتلر
- دو مشکل دی
- یک پنج‌شنبه